# Spodnja Voličina
Spodnja Voličina je naselje v Občini Lenart.
Leži južno od Pesniške doline, v porečju Ruperškega potoka. Osrednji zaselek, kjer so ob cerkvi vse središčne ustanove, je Spodnja Voličina, druga dva večja zaselka sta Strma Gora in Jazbine. Spodnja Voličina je središčno naselje obsežnega območja, kjer je deset naselij. Župnijska cerkev Sv. Ruperta se prvič omenja leta 1456, sedanjo podobo pa ima od leta 1538. Strma Gora je znana po pridobivanju gradbenega kamna in po kraških pojavih - tu je tudi manjša kraška jama. K naselju spadajo še zaselki Pod Gradnom, Spodnja Gorca in Kot.

## Galerija
- Spodnja Voličina
- Cerkev sv. Ruperta, Spodnja Voličina
- Župnišče Sv. Rupert